# Наримановское сельское поселение (Волгоградская область)
Нарима́новское се́льское поселе́ние — муниципальное образование в Светлоярском районе Волгоградской области Российской Федерации.
Административный центр — посёлок Нариман.

## История
Правопредшественник Наримановского сельского поселения — Наримановский сельский совет — был образован в 1966 году.

## Население
| 2010  | 2012  | 2013  | 2014  | 2015  | 2016  | 2017  |
| ----- | ----- | ----- | ----- | ----- | ----- | ----- |
| 2029  | ↘2022 | ↘2013 | ↘1988 | ↘1953 | ↘1935 | ↘1923 |
| 2018  | 2019  | 2020  | 2021  |       |       |       |
| ↘1919 | ↘1911 | ↘1880 | ↘1874 |       |       |       |

## Состав сельского поселения
| № | Населённый пункт | Тип населённого пункта          | Население |
| - | ---------------- | ------------------------------- | --------- |
| 1 | Нариман          | посёлок, административный центр | 1426      |
| 2 | Прудовый         | посёлок                         | 329       |
| 3 | Северный         | посёлок                         | 264       |
| 4 | Тингута          | посёлок при ж/д станции         | 10        |